# Kazimierz Jan Sapieha
Kazimierz Jan Paweł Sapieha, född 1637 eller 1642, död 13 mars 1720 i Grodno, var en polsk furste, från 1682 litauisk storfältherre.
Vid tiden för August II:s val till polsk kung (1697) innehade familjen Sapieha en utomordentligt inflytelserik ställning i Litauen. Många medlemmar av densamma innehade höga värdigheter; bland dem var särskilt Kazimierz bror Benedykt (död 1707) storskattmästare. Mot dess välde reste sig emellertid litauiska lågadeln under starosten av Samogitien Grzegorz Antoni Ogiński, och ett förödande inbördeskrig utbröt. I dessa fejder ingrep kung August på den missnöjda adelns sida, utan att därför öppet bryta med familjen Sapieha.
När Karl XII 1701 ryckte in i Kurland, sökte bröderna Kazimierz och Benedykt Sapieha genom förespråkare och brev dennes hjälp. Karl XII inryckte därefter i Litauen, och den 21 mars 1702 sammanträffade de båda bröderna i hemlighet med honom i en by nära Jürgensburg, där de fick försäkran om ytterligare hjälp mot villkor att medverka till Augusts avsättning. Året därpå fråntog August (på riksdagen i Lublin) dem deras ämbeten, bortgav dessa åt andra och konfiskerade deras gods.
Kazimierz fortsatte emellertid att föra befäl över "den litauiska armén", som dock företrädesvis bestod av hans egna värvade hustrupper, och kämpade vid Adam Ludwig Lewenhaupts sida med växlande lycka mot sina vedersakare i Litauen. Benedykt åtföljde däremot till sin död mestadels det svenska högkvarteret, där han ofta rådfrågades av Karl XII och av kung Stanisław I Leszczyński (vald till kung 1704), särskilt rörande den polska partistriden, och samtidigt verkade som språkrör för franska inflytanden och intressen.
Vid Stanisławs kröning 1705 fungerade han som riksmarskalk. Freden mellan Sverige och Polen samma år bestämde, att huset Sapieha skulle återfå de gods och värdigheter det förlorat. Mikael Wisniowiecki, som 1703 utnämnts till Kazimierz efterträdare, men 1706 försonade sig med svenskarna, ville inte avstå sitt ämbete, men förmåddes slutligen, våren 1708, att nöja sig med underfältherreposten. I samband härmed överlät Kazimierz sitt ämbete åt sin brorson Jan Kazimierz Sapieha och drog sig tillbaka från det politiska livet.